# Pforzheim
Pforzheim is een Stadtkreis in de Duitse deelstaat Baden-Württemberg. De stad ligt tussen Karlsruhe en Stuttgart. Op 31 december 2020 telde de stad 126.016 inwoners op een oppervlakte van 98,03 km².

## Geschiedenis
Pforzheim is ontstaan uit een Romeinse nederzetting die rond het jaar 90 al bestond. De naam gaat waarschijnlijk terug op het Latijnse woord portus dat haven betekent. De stad wordt in een oorkonde uit 1067 voor het eerst genoemd, en beleefde zijn bloeitijd van de 13e eeuw tot en met de 15e eeuw. In de 18e eeuw werd Pforzheim bekend als centrum van de productie van juwelen en horloges. Deze industrie is aan het eind van de 20e eeuw grotendeels naar het Verre Oosten verhuisd. Tijdens de Tweede Wereldoorlog werden granaten en ontstekers geproduceerd.
De stad werd meerdere malen verwoest en opnieuw opgebouwd; in 260, 1645, rond 1690 driemaal, en in 1945. In dat jaar werd Pforzheim op 23 februari bij een aanval door 379 Britse bommenwerpers vrijwel geheel verwoest, waarbij 17.600 inwoners en een groep dwangarbeiders omkwamen. De karakteristieke vakwerkhuizen werden niet herbouwd. In plaats daarvan ontstond een nieuwbouwstad in de bouwstijl van de jaren vijftig.
De stad werd in januari 1945 zo zwaar gebombardeerd, dat van het oude centrum niets overbleef. Bij de herbouw werd, net als in bijvoorbeeld Rotterdam, gekozen voor een moderne ruime opzet en niet voor herbouw van de oude binnenstad.

## Stadsindeling
De stad Pforzheim is onderverdeeld in 16 stadsdelen.
| - Innenstadt - Nordstadt - Oststadt - Südstadt - Weststadt - Arlinger - Maihälden - Brötzingen - Buckenberg und Hagenschieß (met Altgefäll) - Haidach und Wald-Siedlung - Büchenbronn - Sonnenberg | - Sonnenhof - Dillweißenstein - Eutingen an der Enz - Mäuerach - Hohenwart - Huchenfeld - Würm - Rodgebiet - Rodrücken - Wilferdinger Höhe - Wartberg |

## Cultuur

### Bezienswaardigheden
- Schmuckmuseum Pforzheim
- Skulpturenweg Seehaus Pforzheim is een beeldenroute in het dal van de Würm bij Pforzheim.

### Sport
Pforzheim was twee keer etappeplaats in de wielerkoers Ronde van Frankrijk. In 1987 won de Belg Herman Frison er een etappe. In 2005 was Pforzheim slechts startplaats van een etappe.

## Stedenbanden
- Vicenza, Italië

## Geboren
- Johannes Reuchlin (1455-1522), een invloedrijk filosoof
- Ernst van Baden-Durlach (1482-1553), markgraaf van Baden
- Karel II van Baden-Durlach (1529-1577), markgraaf van Baden-Durlach
- Bertha Benz (1849-1944), vrouw van Dr. Carl Benz en eerste automobilist ter wereld
- Guillermo Kahlo (1871-1941), fotograaf en vader van kunstschilderes Frida Kahlo
- Heinrich Otto Wieland (1877-1957), scheikundige en Nobelprijswinnaar (1927)
- Fritz Todt (1891-1942), ingenieur en rijksminister in het Derde Rijk
- Laura Perls (1905-1990), vooraanstaand psychotherapeute
- Tilmann Vetter (1937-2012), vooraanstaand boeddholoog en indoloog
- Bernd Posselt (1956),
- Isolde Kittel (circa 1962), organiste
- Frank Diefenbacher (1982), autocoureur
- Silke Lippok (1994), zwemster
- Denis Thomalla (1992), voetballer
- Vincenzo Grifo (1993), voetballer
- Robert Bauer (1995), voetballer
- Marin Šverko (1998), Kroatisch-Duits voetballer